# Harrison Tembo
Harrison Tembo (ur. 21 stycznia 1969) – zambijski piłkarz grający na pozycji obrońcy. W swojej karierze rozegrał 5 meczów w reprezentacji Zambii.

## Kariera klubowa
W swojej karierze piłkarskiej Tembo grał w klubach Kabwe Warriors (do 1996 oraz od 1998 do 1999) i Rovaniemen Palloseura (1997).

## Kariera reprezentacyjna
W reprezentacji Zambii Tembo zadebiutował 10 maja 1994 w przegranym 1:2 towarzyskim meczu z RPA, rozegranym w Johannesburgu. Wcześniej w tamtym roku został powołany do kadry na Puchar Narodów Afryki 1994. Nie zagrał w nim jednak żadnego meczu, a z Zambią wywalczył wicemistrzostwo Afryki. Od 1994 do 1998 rozegrał w kadrze narodowej 5 meczów.